# 경일중학교 (부산)
경일중학교(慶一中學校)는 대한민국 부산광역시 강서구 명지동에 있는 공립 중학교이다.

## 학교 연혁
- 1950년 6월 15일 : 부산시 강서구 명지동 457-64번지, 김민두에 의거 명지고등공민학교로 개교
- 1954년 3월 12일 : 학교법인 명지학원 설립 허가, 초대 이사장에 김송아 취임
- 1954년 12월 30일 : 경일중학교로 교명 개명
- 1978년 2월 15일 : 부산광역시교육청 편입
- 1983년 3월 1일 : 문교부 지정 새학교 경영 연구학교(남녀공학제) 운영 (~1984.02.29.)
- 2020년 2월 9일 : 공립 경일중학교 교사(校舍) 신축공사 완공
- 2020년 3월 1일 : 공립 경일중학교 초대 안수경 교장 취임
- 2021년 3월 2일 : 온라인 콘텐츠 활용 교과서 선도학교 운영, 무한상상실 구축 및 학교공간혁신 사업 추진(~2022.02.28.)
- 2024년 3월 28일 : 2024인성교육 중점학교 선정 및 운영
- 2025년 2월 7일 : 제73회 졸업식(남 126명, 여 153명 계 279명) 졸업생 총수(남 6,999명, 여 6,056명 누계 13,055명)
- 2025년 3월 1일 : 공립 경일중학교 제3대 이향선 교장 취임
- 2025년 3월 4일 : 제76회 입학(남 210명, 여 202명 계 412명)

## 참고 자료
- 경일중학교 - 한국교육학술정보원 학교알리미